# ターゲットメン
『ターゲットメン』は、1971年10月9日から1972年1月1日までNET（現・テレビ朝日）系の土曜20時枠にて放送された現代劇テレビドラマである。

## 内容
警視総監からの指令を遂行するグループ（詳細は不明、ナレーションでは「ターゲットメン」）の活躍を描く。彼らは自らを敵の標的とすることで悪の組織を徹底的に粉砕する。

## 出演
*登場人物の漢字表記は要出典
- 中西五郎：小林旭
- 新山神吉：若林豪（第4話・第9話・第10話・第12話は出演せず）
- 芳村かおり：奈美悦子
- 北川屯二：大石悟郎
- 秋月真理子：上月晃（第1話・第2話・第5話のみ出演）

## スタッフ
- プロデューサー：大村拓三(NET)、渡辺洋一、桑原秀郎
- 音楽：山下毅雄
- 撮影：藤本茂、相原義晴
- 照明：高橋弘、吉岡伝吉
- 録音：織本道雄
- 美術：坪井輝彦、川島泰造、河村寅次郎
- 編集：山口一喜
- 記録：石川和枝、照井鈴子
- 助監督：稲垣信明、小島裕重、青木弘司、中津川勲、広田茂穂、坂本太郎
- 進行：沼尾和典、藤田政男、奈良場繁、武居勝彦、穂鷹克夫
- 擬斗：渡辺高光、関国麿
- 装置：東和美術
- 現像：東映化学
- 協力（第2話）：伊東観光協会、伊東温泉ホテルニュー東海、SCANDINAVIA、
- 協力（第4話）：伊豆修善寺、帝産ヘルスセンター、帝産ゴールド・タウン
- 協力（第5話）：犬吠埼ホテル黒潮
- 協力（第7話）：鳥羽市観光協会、鳥羽グランドホテル、志摩勝浦観光船KK、上村真珠
- 協力（第9話）：スピードショップ東京堂
- カーアクション（第11話）:三石レーシング・チーム
- 制作：NET、東映

## 放送日程
| 話数   | 放映日         | サブタイトル        | 脚本            | 監督       | ゲスト |
| ------ | -------------- | ------------------- | --------------- | ---------- | --- |
| 第1話  | 1971年10月9日  | 殺人鬼をぶっ飛ばせ  | 多村映美        | 永野靖忠   | 近藤宏、浜かおる、菅井一郎 山田禅二、山之内修、北九州男、大島章太郎、角友司郎 松尾文人、池田功、仲村利雄、村上正洋(トランプ指導)、トム・ルーサー(ルーレット指導) 上野山功一、梅津栄、山岡徹也 |
| 第2話  | 1971年10月16日 | 帰って来た大海賊    | 中西隆三        | 永野靖忠   | 多々良純 戸上城太郎、中庸介、森山周一郎 高杉玄、杉本マチ子、丸山修 藤木卓、北村大造、西田勇三 佐藤允                                                                                          |
| 第3話  | 1971年10月23日 | 消えた360億円       | 多村映美 露木忍 | 松島稔     | 長谷川明男 佐藤明美、松本朝夫、阿部希郎、杉山俊夫 大神信、笹川恵三、藤瀬俊夫、古賀義治 若尾義昭、島康二、萩原正人、高田裕史 清水元、大泉滉、富田仲次郎 今井健二                               |
| 第4話  | 1971年10月30日 | 三匹の赤い狼        | 多村映美 露木忍 | 永野靖忠   | 山本豊三 浜田ゆう子、森秋子 石橋雅史、松下麻美子、青沼三郎 玉村駿太郎、総部佳、中島広幸 高島稔 睦五郎                                                                                         |
| 第5話  | 1971年11月6日  | こぶら男の大逆襲    | 中島貞夫        | 中島貞夫   | 赤座美代子 田口計、佐藤京一、藤山竜一、守屋俊志、桔梗恵二郎 奥村公延、押方了、麻生はる子、真船康子、真木亜沙子、川島守穂 内田朝雄、山本麟一 宍戸錠                                            |
| 第6話  | 1971年11月13日 | 東京タワー大爆発    | 池田一朗        | 江崎実生   | 清水まゆみ 三枝美恵子、弘松三郎、水村泰三 平松慎吾、高山久、二階堂剛、二見忠男 和田文夫、平井改行、峰恵研、柳沢紀男、毛利充宏 青野平義、長沢大 大辻伺郎                                       |
| 第7話  | 1971年11月20日 | 真珠湾沖大海戦      | 中西隆三        | 長谷部安春 | 石浜朗 八名信夫、細川俊夫 田畑善彦、沢美鶴、総部佳 北上忠行、谷口芳昭、氷室政司 園佳子、玉村駿太郎 高城丈二                                                                                   |
| 第8話  | 1971年11月27日 | 大草原の血闘        | 多村映美 露木忍 | 江崎実生   | 川辺久造 国景子 浜田晃、土屋靖雄 遠藤久美子、田川恒夫 武藤章生、山岡徹也 河野秋武 |
| 第9話  | 1971年12月4日  | 吸血魔の面を剥げ    | 松山威 茶木克彰 | 江崎実生   | 三条泰子 高橋正夫、三島耕 野呂圭介、岡部健、多田藤憲 原良子 佐藤吉蔵、貝塚みさ子、川崎恵子、菊地輝夫 岡田克夫、松沢勇、滝波錦司、山崎朝則 郷鍈治                                              |
| 第10話 | 1971年12月11日 | 二つの顔をもつ男    | 松山威 茶木克彰 | 永野靖忠   | 藤田みどり 中田博久、北原義郎 山本廉、柳瀬志郎 伊藤慶子、山田甲一 速水鴻、中平哲阡 山本麟一                                                                                                   |
| 第11話 | 1971年12月18日 | はいえな野郎を追え! | 江崎実生        | 江崎実生   | 大堀早苗 吉原正皓、木島一郎、関国麿 瀬山孝司、氷室政司、清水国雄、小宮山玉樹 松本嘉正、近江大介、高尾憲行、ヘンリー荻野、山本武史 徳大寺伸 吉田輝雄                                           |
| 第12話 | 1971年12月25日 | 午后四時に死ね！    | 多村映美 露木忍 | 江崎実生   | 杉江廣太郎 植田駿、水木正子 長谷川弘、葵哲也 清水国雄、小見山玉樹、安川勝人 中原正之、沢みつる 葉山良二                                                                                       |
| 第13話 | 1972年1月1日   | 脱獄凸凹作戦        | 弓削太郎        | 江崎実生   | 江見俊太郎、大泉滉 真木沙織、辻伊万里、氷室政司、田畑善彦 平野稔、大島章太郎 中村上治、綾部桂、石川隆昭、伊藤一規 打越正八、新林イサオ、松下昌司、島津元 安部徹                               |

## 終了まで
視聴率はスタート時から10％を下回り、1クール全13話で実質上の打ち切りとなった。これについて東映テレビ部は「夜8時台のアクションものはやはり当たらない。8時台はまだ子供の時間なので、どうしてもどっちつかずになりうまくいかない」というコメントを出している。

## ビデオ、DVD
- 東映ビデオからリリースされた『東映TVドラマ主題歌集』にオープニングとエンディングが収録されている。
- 2017年10月にベストフィールドから全13話を収録したDVD-BOXが発売され、初のソフト化となった。

## ネット配信
- 東映オンデマンド（Amazon Prime Video）：2023年6月1日 -
- 東映シアターオンライン（YouTube）：2023年6月14日 - 2023年9月6日（第1話と第2話は常時配信・第3話から第13話までは「毎週水曜21時更新【東映TVドラマ】」枠で1話ずつ期間限定配信）

## 前後番組
| NET系 土曜20時台                                 | NET系 土曜20時台                    | NET系 土曜20時台 |
| 前番組                                           | 番組名                              | 次番組           |
| ------------------------------------------------ | ----------------------------------- | ---------------- |
| 人形佐七捕物帳 （林与一版） 【ここまで時代劇枠】 | ターゲットメン 【本作より現代劇枠】 | 冠婚葬祭屋       |